# Alpes réticos orientales
Los Alpes réticos orientales (en alemán, Östliche Rätische Alpen; en italiano, Alpi Retiche orientali) son una sección del gran sector Alpes centrales del este, según la clasificación SOIUSA. Su pico más alto es el Wildspitze, con 3.772 m s. n. m.
Se extienden por Austria (Land del Tirol) e Italia (región de Trentino-Alto Adigio).

## Clasificación
Según la partición de los Alpes del año 1926, los Alpes réticos formaban una sola sección alpina. El AVE no define secciones alpinas de grandes dimensiones, pero, siguiendo motivaciones sobre todo de carácter morfológico, subdivide los Alpes orientales en grupos montañosos de dimensiones menores. Por lo tanto definen los Alpes de Ötztal, los Alpes del Stubai y los Alpes de Sarntal como grupos independientes. 
La SOIUSA ha buscado una mediación entre las dos situaciones precedentes. Por un lado ha mantenido el concepto de sección aunque, por motivos principalmente de composición geológica, ha subdividido los Alpes réticos en tres secciones distintas: Alpes réticos occidentales, Alpes réticos orientales y Alpes réticos meridionales. Además, ha introducido el concepto de subsección alpina buscando así recuperar los grupos del AVE.

## Geografía
Los Alpes réticos orientales limitan al norte con los Alpes Calizos del Norte del Tirol, de los cuales los separa el curso del río río Eno. Limitan al noreste con los Alpes esquistosos tiroleses. Limitan al este con los Alpes del Tauern occidental, de los cuales están separados por el paso del Brennero. Limitan al sudeste con las Dolomitas, de las cuales están separadas por el curso del río Isarco. Limitan al sur con los Alpes réticos meridionales, de los cuales están separados por el curso del río Adigio. Limitan al oeste con los Alpes réticos occidentales, de los cuales están separados por el Paso de Resia.
Desde el punto de vista orográfico, los Alpes réticos orientales se encuentran a lo largo de la cadena principal alpina. Solamente la subsección Alpes de Sarntal se halla fuera en cuanto se destaca al sur desde los Alpes del Stubai al paso de Monte Giovo.

## Subdivisiones

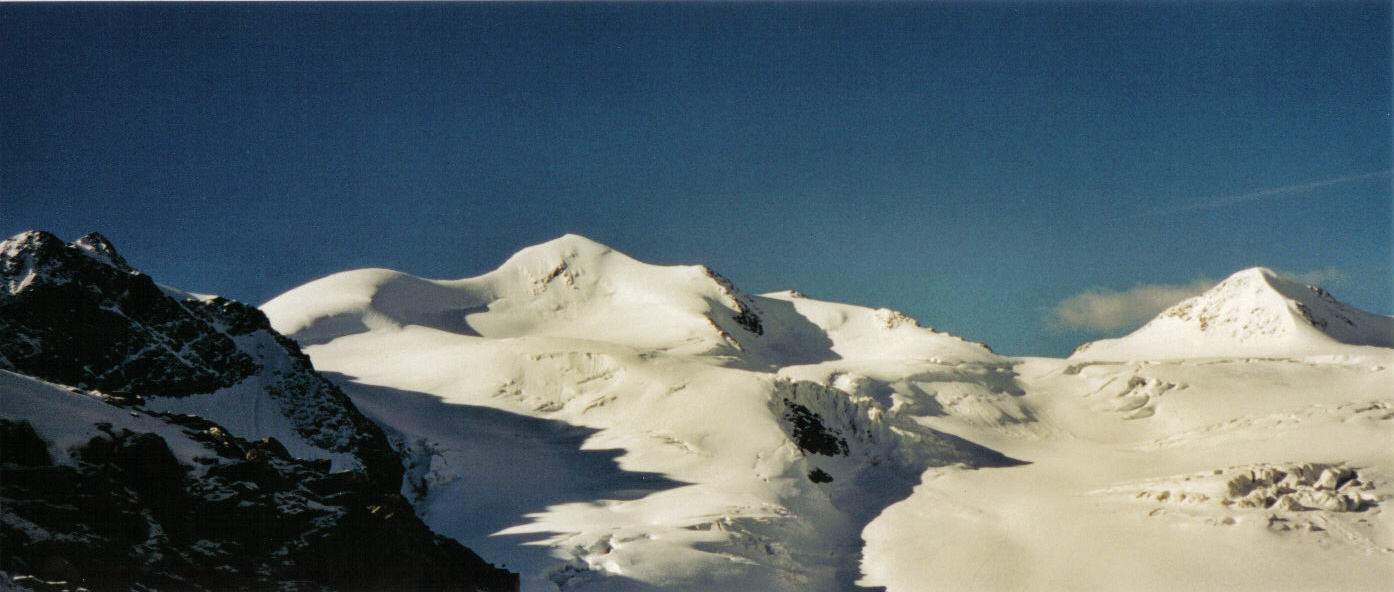
El Wildspitze, montaña más alta.

Los Alpes Réticos orientales según la SOIUSA se subdividen, a su vez, en tres subsecciones y seis supergrupos:
- Alpes de Ötztal
  - Alpes de Ötztal orientales
  - Alpes de Passiria isa
  - Cadena Kaunergrat-Venetberg-Geigenkamm
- Alpes del Stubai
  - Cadena Pan di Zucchero-Habicht
  - Cadena Schrankogel-Kalkkögel-Sellrainer
- Alpes de Sarntal
  - Cadena Punta Cervina-Cima San Giacomo

## Cimas
Las montañas principales de los Alpes réticos orientales son:
| montaña              | altura(m) | subsección       | supergrupo                              |
| -------------------- | --------- | ---------------- | --------------------------------------- |
| Wildspitze           | 3.772     | Alpes de Ötztal  | Alpes de Ötzal orientales               |
| Palla Bianca         | 3.738     | Alpes de Ötztal  | Alpes de Ötzal orientales               |
| Cima Nera            | 3.628     | Alpes de Ötztal  | Alpes de Ötzal orientales               |
| Similaun             | 3.607     | Alpes de Ötztal  | Alpes de Ötzal orientales               |
| Cima del Lago Bianco | 3.518     | Alpes de Ötztal  | Alpes de Ötzal orientales               |
| Punta di Finale      | 3.514     | Alpes de Ötztal  | Alpes de Ötzal orientales               |
| Pan di Zucchero      | 3.507     | Alpes del Stubai | Cadena Pan di Zucchero-Habicht          |
| Schrankogel          | 3.496     | Alpes del Stubai | Cadena Schrankogel-Kalkkögel-Sellrainer |
| Cima Altissima       | 3.479     | Alpes de Ötztal  | Alpes de Ötzal orientales               |
| Cima delle Anime     | 3.470     | Alpes de Ötztal  | Alpes de Passiria isa                   |
| Cima Libera          | 3.418     | Alpes del Stubai | Cadena Pan di Zucchero-Habicht          |
| Monte Rosso          | 3.337     | Alpes de Ötztal  | Alpes de Passiria isa                   |
| Cima Tessa           | 3.318     | Alpes de Ötztal  | Alpes de Passiria isa                   |
| Cima Bianca Grande   | 3.281     | Alpes de Ötztal  | Alpes de Passiria isa                   |
| Habicht              | 3.277     | Alpes del Stubai | Cadena Pan di Zucchero-Habicht          |
| Cima Fiammante       | 3.219     | Alpes de Ötztal  | Alpes de Passiria isa                   |
| Tribulaun            | 3.097     | Alpes del Stubai | Cadena Pan di Zucchero-Habicht          |
| Punta Cervina        | 2.781     | Alpes de Sarntal | Cadena Punta Cervina-Cima di Giacomo    |
| Cima San Giacomo     | 2.742     | Alpes de Sarntal | Cadena Punta Cervina-Cima di Giacomo    |
| Corno di Tramin      | 2.708     | Alpes de Sarntal | Cadena Punta Cervina-Cima di Giacomo    |
| Monte Villandro      | 2.509     | Alpes de Sarntal | Cadena Punta Cervina-Cima di Giacomo    |

## Puertos de montaña
Los principales puertos que afectan a los Alpes réticos orientales son:
- Paso del Brennero
- Paso de Monte Giovo
- Paso de Pennes
- Paso de Resia
- Paso del Rombo